# Mucius Scævola devant Porsenna (Rubens et Van Dyck)

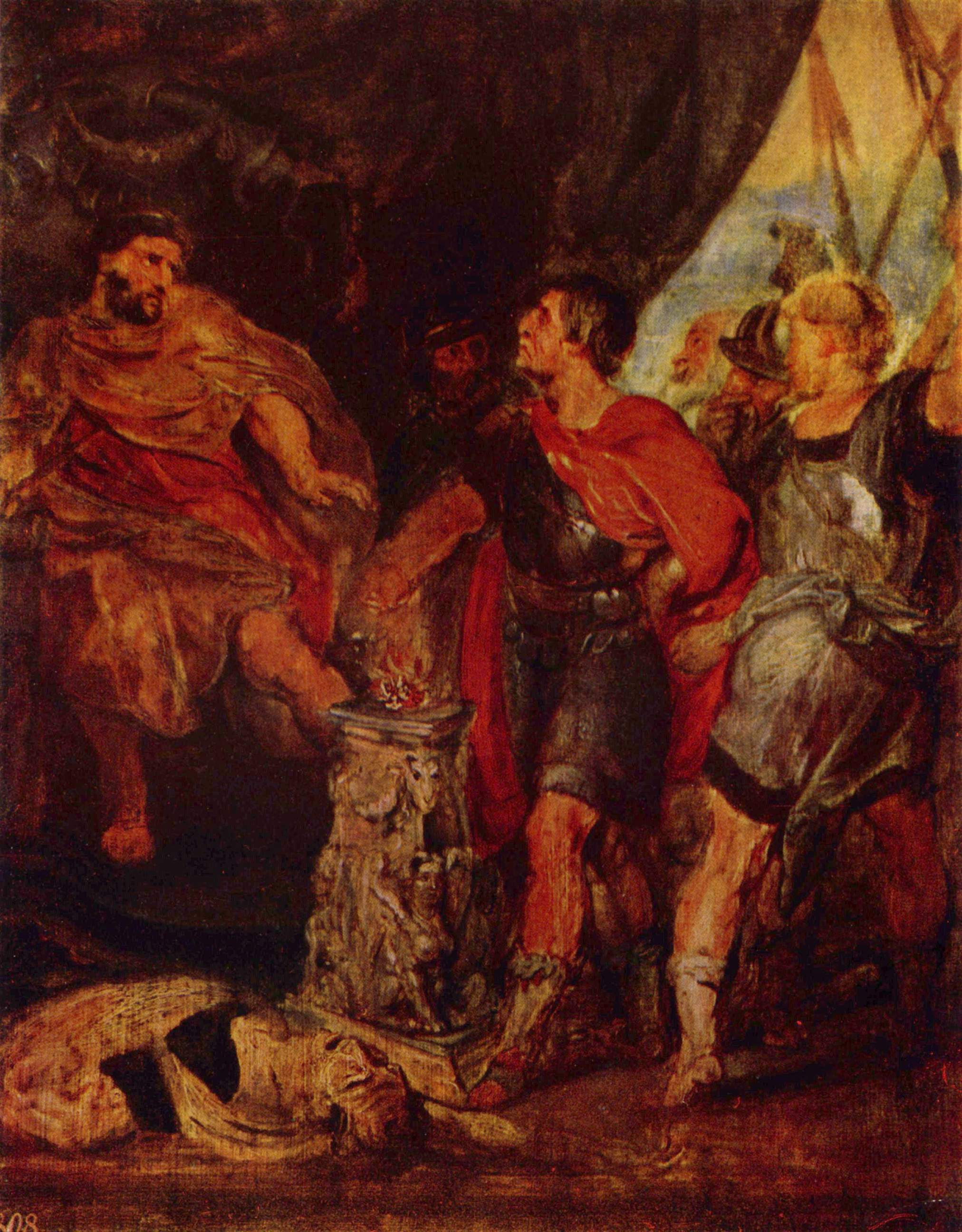
Esquisse de Mucius Scaevola devant Porsenna, vers 1616-1618,, au musée des beaux-arts Pouchkine de Moscou

Pour les articles homonymes, voir Mucius Scævola devant Porsenna.
Mucius Scævola devant Porsenna est un tableau du peintre flamand Rubens et de son élève Antoine van Dyck.
Jusqu'à la seconde moitié du XVIIIe siècle, le tableau fait partie de la collection royale de Madrid. Il est ensuite acquis par le prince Kaunitz de Vienne. En 1820, il est acheté pour la collection Esterhazy et devient avec lui la propriété du musée des Beaux-Arts de Budapest.

## Sujet
Le thème de la peinture a été tiré de l'Histoire romaine de Tite-Live. L'histoire raconte l'exploit héroïque de Mucius Scævola, qui, pendant le siège de Rome par l'armée étrusque, se rend au camp ennemi pour tuer le roi Porsenna. Scævola, arrivé au camp étrusque, se faisant passer pour l'un des soldats, se présente devant l'entourage royal. Voyant le roi et son scribe également richement vêtus, il ne peut distinguer lequel est le souverain. Faisant confiance au destin aveugle, il s'approche de l'un d'eux et tue l'écrivain. Bien qu'il ait essayé de fuir, les soldats l'attrapent rapidement et l'amènent devant le roi. Même alors, Scævola s'est comporté avec arrogance envers le roi, lui disant qu'une centaine de Romains plus courageux viendraient à sa place. Le roi en colère, menaçant, lui ordonne de lui révéler quelles embuscades l'attendent. Mucus lui répond :

« "Vois, lui répliqua Mucius, vois combien le corps est peu de chose pour ceux qui n'ont en vue que la gloire." Et en même temps il pose sa main sur un brasier allumé pour le sacrifice, et la laisse brûler comme s'il eût été insensible à la douleur. »

— Tite-Live, Histoire de Rome (2:12)
Après cet incident, et grâce à l'attitude courageuse de Mucius, Porsenna ordonne la libération de Scævola et fait la paix avec Rome.

## Description
Le tableau a été peint vers 1621 pour la cour d'Espagne. Les premières esquisses de l'œuvre, réalisées avant 1620, qui se trouvent aujourd'hui au musée Pouchkine de Moscou et au British Museum indiquent la paternité de Rubens. Il était l'auteur de la composition, a défini la structure et la disposition des groupes individuels. Les détails et autres éléments ainsi que la finition de la peinture étaient entre les mains d'Antoine van Dyck. Le point commun à toutes les versions est un petit détail relatif à la réaction de la foule à l'acte de mettre la main de Scævola dans le feu. Rubens a peint avec éloquence des soldats se tenant le nez contre l'odeur du peau brûlée. Dans la version londonienne, il y a deux de ces personnages, dans la toile de Budapest le seul soldat qui se tient le nez est juste derrière Mucius Scaevola.